# Campionati italiani assoluti di atletica leggera 2022
I CXII campionati italiani assoluti di atletica leggera, si sono tenuti presso lo stadio Raul Guidobaldi di Rieti, dal 24 al 26 giugno 2022.
I titoli di campioni italiani di marcia 35 km sono stati assegnati a Pescara il 16 gennaio in una gara valida anche come prima prova dei campionati italiani di società di marcia; questa disciplina è entrata nel programma dei campionati italiani in questa edizione per gli uomini, mentre per le donne era presente già nel 2021.
I campionati italiani di corsa campestre si sono disputati a Trieste il 12 e 13 marzo, mentre quelli dei 10 000 metri piani su pista si sono svolti a Brescia il 1º maggio e quelli dei 10 km su strada a Castelfranco Veneto il 3 settembre. Il campionato italiano di maratonina si è tenuto il 9 ottobre a Pisa, mentre quello di maratona si è tenuto il 13 novembre a Ravenna.

## Risultati

### Le gare del 24-26 giugno a Rieti

#### Uomini
| Specialità                                                                              | Oro | Prestazione             | Argento                                                                                           | Prestazione             | Bronzo                                                                                      | Prestazione             |
| Corse                                                                                   | |                         |                                                                                                   |                         |                                                                                             |                         |
| 100 m vento: -0,9 m/s                                                                   | Marcell Jacobs Gruppo Sportivo Fiamme Oro                                                                               | 10"12                   | Chituru Ali Gruppi Sportivi Fiamme Gialle                                                         | 10"16                   | Filippo Tortu Gruppi Sportivi Fiamme Gialle                                                 | 10"24 =                 |
| 200 m vento: +1,5 m/s                                                                   | Diego Pettorossi Atletica Libertas Unicusano Livorno                                                                    | 20"54                   | Hillary Wanderson Polanco Rijo Atletica Riccardi Milano 1946                                      | 20"66                   | Andrea Federici Atletica Biotekna Marcon                                                    | 20"80 =                 |
| 400 m                                                                                   | Edoardo Scotti Centro Sportivo Carabinieri                                                                              | 45"69                   | Vladimir Aceti Gruppi Sportivi Fiamme Gialle                                                      | 45"91                   | Davide Re Gruppi Sportivi Fiamme Gialle                                                     | 45"99                   |
| 800 m                                                                                   | Catalin Tecuceanu Silca Ultralite Vittorio Veneto                                                                       | 1'46"62                 | Simone Barontini Gruppo Sportivo Fiamme Azzurre                                                   | 1'47"63                 | Francesco Conti Atletica Imola Sacmi AVIS                                                   | 1'48"02                 |
| 1500 m                                                                                  | Ossama Meslek Atletica Vicentina                                                                                        | 3'44"69                 | Pietro Arese Gruppi Sportivi Fiamme Gialle                                                        | 3'44"69                 | Nesim Amsellek Club Sportivo San Rocchino                                                   | 3'45"78                 |
| 5000 m                                                                                  | Yemaneberhan Crippa Gruppo Sportivo Fiamme Oro                                                                          | 13'26"11                | Pietro Riva Gruppo Sportivo Fiamme Oro                                                            | 13'33"10                | Osama Zoghlami Centro Sportivo Aeronautica Militare                                         | 13'34"97                |
| 3000 m siepi                                                                            | Leonardo Feletto Atletica Mogliano                                                                                      | 8'30"06                 | Yassin Bouih Gruppi Sportivi Fiamme Gialle                                                        | 8'31"39                 | Abderrazzak Gasmi Toscana Atletica Futura                                                   | 8'38"93                 |
| 110 m hs vento: +0,8 m/s                                                                | Hassane Fofana Gruppo Sportivo Fiamme Oro                                                                               | 13"45                   | Lorenzo Simonelli Centro Sportivo Esercito                                                        | 13"74                   | Giuseppe Filpi Atletica Agropoli                                                            | 13"89                   |
| 400 m hs                                                                                | Mario Lambrughi Atletica Riccardi Milano 1946                                                                           | 49"22                   | José Reynaldo Bencosme de Leon AVIS Barletta                                                      | 49"59                   | Giacomo Bertoncelli Atletica Insieme Verona                                                 | 50"40                   |
| Marcia 10 km                                                                            | Francesco Fortunato Gruppi Sportivi Fiamme Gialle                                                                       | 39'59" ~                | Gianluca Picchiottino Gruppi Sportivi Fiamme Gialle                                               | 40'21" ~                | Davide Finocchietti Atletica Libertas Unicusano Livorno                                     | 41'03" ~                |
| Staffetta 4×100 m                                                                       | Atletica Biotekna Marcon Leonardo Rossi Nazareno Sacchetto Loris Tonella Andrea Federici                                | 40"26                   | Non assegnata                                                                                     | Non assegnata           | Athletic Club 96 Alperia Alessandro Monte Destiny Nkeonye Leonardo Badolato Lorenzo Ianes   | 40"64                   |
| Staffetta 4×100 m                                                                       | Atletica Riccardi Milano 1946 Ruskin Molinari Nwagwu Simone Tanzilli Alessandro Malvezzi Hillary Wanderson Polanco Rijo | 40"26                   | Non assegnata                                                                                     | Non assegnata           | Athletic Club 96 Alperia Alessandro Monte Destiny Nkeonye Leonardo Badolato Lorenzo Ianes   | 40"64                   |
| Staffetta 4×400 m                                                                       | CUS Pro Patria Milano Francesco Domenico Rossi Andrea Blesio Luca Sito Andrea Panassidi                                 | 3'06"42                 | Atletica Biotekna Marcon Alessandro Franceschini Jean Marie Robbin Emanuele Grossi Pietro Pivotto | 3'07"60                 | Atletica Riccardi Milano 1946 Stefano Grendene Amedeo Perazzo Mario Lambrughi Andrea Romani | 3'08"07                 |
| Salti                                                                                   | |                         |                                                                                                   |                         |                                                                                             |                         |
| Salto in alto                                                                           | Gianmarco Tamberi Gruppo Sportivo Fiamme Oro                                                                            | 2,23 m                  | Marco Fassinotti Centro Sportivo Aeronautica Militare                                             | 2,23 m                  | Silvano Chesani Gruppo Sportivo Fiamme Oro                                                  | 2,23 m                  |
| Salto con l'asta                                                                        | Max Mandusic Gruppi Sportivi Fiamme Gialle                                                                              | 5,50 m                  | Simone Bertelli Safatletica Piemonte                                                              | 5,35 m                  | Eugeniu Ceban Atletica Libertas Orvieto                                                     | 5,30 m                  |
| Salto in lungo                                                                          | Elias Sagheddu Sisport                                                                                                  | 7,75 m vento: +1,1 m/s  | Gabriele Chilà Gruppi Sportivi Fiamme Gialle                                                      | 7,60 m vento: +1,1 m/s  | Lorenzo Mantenuto Atletica Gran Sasso Teramo                                                | 7,57 m vento: +0,3 m/s  |
| Salto triplo                                                                            | Andrea Dallavalle Gruppi Sportivi Fiamme Gialle                                                                         | 17,28 m vento: +0,8 m/s | Tobia Bocchi Centro Sportivo Carabinieri                                                          | 16,86 m vento: +0,2 m/s | Emmanuel Ihemeje Centro Sportivo Aeronautica Militare                                       | 16,81 m vento: +0,8 m/s |
| Lanci                                                                                   | |                         |                                                                                                   |                         |                                                                                             |                         |
| Getto del peso                                                                          | Nick Ponzio Athletic Club 96 Alperia                                                                                    | 21,34 m                 | Leonardo Fabbri Centro Sportivo Aeronautica Militare                                              | 20,47 m                 | Sebastiano Bianchetti Gruppo Sportivo Fiamme Oro                                            | 19,58 m                 |
| Lancio del disco                                                                        | Alessio Mannucci Centro Sportivo Aeronautica Militare                                                                   | 60,01 m                 | Enrico Saccomano Atletica Malignani Libertas Udine                                                | 60,00 m                 | Giovanni Faloci Gruppi Sportivi Fiamme Gialle                                               | 58,78 m                 |
| Lancio del martello                                                                     | Simone Falloni Centro Sportivo Aeronautica Militare                                                                     | 71,32 m                 | Giorgio Olivieri Centro Sportivo Carabinieri                                                      | 70,08 m                 | Marco Lingua Marco Lingua 4ever                                                             | 69,89 m                 |
| Lancio del giavellotto                                                                  | Roberto Orlando Centro Sportivo Aeronautica Militare                                                                    | 75,14 m                 | Roberto Bertolini Gruppo Sportivo Fiamme Oro                                                      | 74,88 m                 | Jhonatam Maullu Dinamica Sardegna                                                           | 73,38 m                 |
| record dei campionati; record nazionale; record personale; record personale stagionale. | |                         |                                                                                                   |                         |                                                                                             |                         |

#### Donne
| Specialità                                                                              | Oro | Prestazione             | Argento                                                                                                   | Prestazione             | Bronzo | Prestazione             |
| Corse                                                                                   | |                         | |                         | |                         |
| 100 m vento: +0,4 m/s                                                                   | Zaynab Dosso Gruppo Sportivo Fiamme Azzurre                                                              | 11"30                   | Vittoria Fontana Centro Sportivo Carabinieri                                                              | 11"34 =                 | Alessia Pavese Centro Sportivo Aeronautica Militare                                                         | 11"48 =                 |
| 200 m vento: +0,6 m/s                                                                   | Dalia Kaddari Gruppo Sportivo Fiamme Oro                                                                 | 22"88                   | Vittoria Fontana Centro Sportivo Carabinieri                                                              | 23"24                   | Irene Siragusa Centro Sportivo Esercito                                                                     | 23"58                   |
| 400 m                                                                                   | Alice Mangione Centro Sportivo Esercito                                                                  | 51"65                   | Anna Polinari Centro Sportivo Carabinieri                                                                 | 52"33                   | Virginia Troiani CUS Pro Patria Milano                                                                      | 52"57                   |
| 800 m                                                                                   | Eloisa Coiro Gruppo Sportivo Fiamme Azzurre                                                              | 2'03"23                 | Federica Del Buono Centro Sportivo Carabinieri                                                            | 2'03"51                 | Eleonora Vandi Atletica AVIS Macerata                                                                       | 2'03"85                 |
| 1500 m                                                                                  | Ludovica Cavalli Centro Sportivo Aeronautica Militare                                                    | 4"14"14                 | Sintayehu Vissa Atletica Brugnera Friulintagli                                                            | 4"14"78                 | Elena Bellò Gruppo Sportivo Fiamme Azzurre                                                                  | 4"15"24                 |
| 5000 m                                                                                  | Micol Majori Pro Sesto Atletica                                                                          | 16'00"08                | Letizia Di Lisa Gruppo Sportivo Virtus                                                                    | 16'00"19                | Gaia Colli Atletica Valle Brembana                                                                          | 16'00"26                |
| 3000 m siepi                                                                            | Martina Merlo Centro Sportivo Aeronautica Militare                                                       | 9'51"81                 | Laura Dalla Montà Assindustria Sport                                                                      | 9"58"88                 | Eleonora Curtabbi Atletica Giò 22 Rivera                                                                    | 10"03"64                |
| 100 m hs vento: 0,0 m/s                                                                 | Elisa Di Lazzaro Centro Sportivo Carabinieri                                                             | 13"01                   | Nicla Mosetti Bracco Atletica                                                                             | 13"12                   | Elena Carraro Atl. Brescia 1950 Metallurgica San Marco                                                      | 13"23                   |
| 400 m hs                                                                                | Ayomide Folorunso Gruppo Sportivo Fiamme Oro                                                             | 54"60                   | Rebecca Sartori Gruppo Sportivo Fiamme Oro                                                                | 55"43                   | Eleonora Marchiando Centro Sportivo Carabinieri                                                             | 55"69                   |
| Marcia 10 km                                                                            | Valentina Trapletti Centro Sportivo Esercito                                                             | 44'25"                  | Nicole Colombi Centro Sportivo Carabinieri                                                                | 46'40" >                | Lidia Barcella Bracco Atletica                                                                              | 47'14" >                |
| Staffetta 4×100 m                                                                       | Atl. Brescia 1950 Metallurgica San Marco Anna Marta Carnero Noemi Cavalleri Alessia Niotta Gloria Hooper | 45"24                   | CUS Pro Patria Milano Lucrezia Lombardo Ilaria Burattin Marta Amani Linda Guizzetti                       | 46"24                   | Nissolino Sport Giulia Dovarch Andrea Celeste Caronti Valeria Simonelli Alessia Tirnetta                    | 46"83                   |
| Staffetta 4×400 m                                                                       | CUS Pro Patria Milano Ilaria Burattin Serena Troiani Alexandra Troiani Virginia Troiani                  | 3"35"00                 | Atl. Brescia 1950 Metallurgica San Marco Alessia Seramondi Silvia Meletto Alessia Niotta Alexandra Almici | 3'39"03                 | Associazione Sportiva La Fratellanza 1874 Alessia Baldini Alessandra Morandi Lisa Martignani Anna Cavalieri | 3'39"34                 |
| Salti                                                                                   | |                         | |                         | |                         |
| Salto in alto                                                                           | Elena Vallortigara Centro Sportivo Carabinieri                                                           | 1,98 m                  | Erika Furlani Centro Sportivo Carabinieri                                                                 | 1,84 m                  | Non assegnata                                                                                               | Non assegnata           |
| Salto in alto                                                                           | Elena Vallortigara Centro Sportivo Carabinieri                                                           | 1,98 m                  | Marta Morara Atletica Lugo                                                                                | 1,84 m                  | Non assegnata                                                                                               | Non assegnata           |
| Salto con l'asta                                                                        | Roberta Bruni Centro Sportivo Carabinieri                                                                | 4,55 m                  | Elisa Molinarolo Gruppo Sportivo Fiamme Oro                                                               | 4,45 m                  | Virginia Scardanzan Atletica Silca Conegliano                                                               | 4,30 m =                |
| Salto in lungo                                                                          | Larissa Iapichino Gruppi Sportivi Fiamme Gialle                                                          | 6,64 m vento: +0,9 m/s  | Marta Amani CUS Pro Patria Milano                                                                         | 6,51 m vento: +0,6 m/s  | Elisa Naldi Centro Sportivo Carabinieri                                                                     | 6,21 m vento: +0,4 m/s  |
| Salto triplo                                                                            | Dariya Derkach Centro Sportivo Aeronautica Militare                                                      | 13,99 m vento: -1,5 m/s | Ottavia Cestonaro Centro Sportivo Carabinieri                                                             | 13,90 m vento: -0,4 m/s | Erica Fabbris Pontevecchio Bologna                                                                          | 12,88 m vento: -0,8 m/s |
| Lanci                                                                                   | |                         | |                         | |                         |
| Getto del peso                                                                          | Chiara Rosa Gruppo Sportivo Fiamme Azzurre                                                               | 16,26 m                 | Monia Cantarella Atletica CUS Perugia                                                                     | 15,89 m                 | Anna Musci Alteratletica Locorotondo                                                                        | 14,64 m                 |
| Lancio del disco                                                                        | Daisy Osakue Gruppi Sportivi Fiamme Gialle                                                               | 63,24 m                 | Stefania Strumillo Gruppo Sportivo Fiamme Azzurre                                                         | 55,84 m                 | Diletta Fortuna Centro Sportivo Carabinieri                                                                 | 50,87 m                 |
| Lancio del martello                                                                     | Sara Fantini Centro Sportivo Carabinieri                                                                 | 71,57 m                 | Rachele Mori Gruppi Sportivi Fiamme Gialle                                                                | 65,55 m                 | Lucia Prinetti Anzalapaya Assindustria Sport                                                                | 63,05 m                 |
| Lancio del giavellotto                                                                  | Paola Padovan Centro Sportivo Carabinieri                                                                | 56,96 m                 | Sara Jemai Centro Sportivo Esercito                                                                       | 56,86 m                 | Carolina Visca Gruppi Sportivi Fiamme Gialle                                                                | 55,02 m                 |
| record dei campionati; record nazionale; record personale; record personale stagionale. | |                         | |                         | |                         |

#### Campionato italiano di prove multiple
| Specialità                                                                              | Oro                                      | Prestazione | Argento                                             | Prestazione | Bronzo                                              | Prestazione |
| Decathlon (uomini)                                                                      | Dario Dester Centro Sportivo Carabinieri | 8020 p.     | Lorenzo Naidon Unione Sportiva Quercia Trentingrana | 7647 p.     | Alessandro Sion Atletica Libertas Unicusano Livorno | 7321 p.     |
| Eptathlon (donne)                                                                       | Marta Giovannini Atletica Livorno        | 5425 p.     | Alice Lunardon Atletica Riviera del Brenta          | 5238 p.     | Giulia Riccardi Gruppo Sportivo Trilacum            | 5157 p.     |
| record dei campionati; record nazionale; record personale; record personale stagionale. |                                          |             |                                                     |             |                                                     |             |

### La marcia 35 km del 16 gennaio a Pescara
| Specialità            | Oro                                                | Prestazione | Argento                                       | Prestazione          | Bronzo                                            | Prestazione          |
| Marcia 35 km (uomini) | Matteo Giupponi Centro Sportivo Carabinieri        | 2h33'45" ~  | Riccardo Orsoni Gruppi Sportivi Fiamme Gialle | 2h34'42" >           | Aldo Andrei Unione Sportiva Quercia Trentingrana  | 2h34'46" >           |
| Marcia 35 km (donne)  | Federica Curiazzi Atletica Bergamo 1959 Oriocenter | 2h52'24"    | Nicole Colombi Centro Sportivo Carabinieri    | 2h54'32" > ~ PL 240" | Sara Vitiello GS Self Atletica Montanari & Gruzza | 3h00'12" > ~ PL 240" |

### La corsa campestre del 12-13 marzo a Trieste
| Specialità          | Oro                                                                                           | Prestazione | Argento                                                                                               | Prestazione | Bronzo                                                                                                  | Prestazione |
| Uomini              |                                                                                               |             | |             | |             |
| Cross lungo (10 km) | Iliass Aouani Gruppo Sportivo Fiamme Azzurre                                                  | 29'46"      | Yohanes Chiappinelli Centro Sportivo Carabinieri                                                      | 30'27"      | Luca Alfieri PBM Atletica Bovisio Masciago                                                              | 30'35"      |
| Cross corto (3 km)  | Ala Zoghlami Gruppo Sportivo Fiamme Oro                                                       | 8'39"       | Samuel Medolago Atletica Valle Brembana                                                               | 8'40"       | Mattia Padovani Atletica Lecco Colombo Costruzioni                                                      | 8'43"       |
| Staffetta 4×1 giro  | Gruppo Alpinistico Vertovese Giovanni Servalli Omar Cattaneo Stefano Pedrana Alessandro Lotta | 24'19"      | Atletica Bergamo 1959 Oriocenter Giovanni Cremaschini Alessandro Morotti Moad Razgani Giovanni Crotti | 24'25"      | CUS Pro Patria Milano Abebe Affronti Gabriele Goffi Giulio Palummieri Matteo Geninazza                  | 24'27"      |
| Donne               |                                                                                               |             | |             | |             |
| Cross lungo (8 km)  | Nadia Battocletti Gruppo Sportivo Fiamme Azzurre                                              | 26'47"      | Anna Arnaudo Battaglio CUS Torino Atletica                                                            | 27'14"      | Giovanna Selva Sport Project VCO                                                                        | 27'54"      |
| Cross corto (3 km)  | Ludovica Cavalli Centro Sportivo Aeronautica Militare                                         | 10'02"      | Nicole Reina CUS Pro Patria Milano                                                                    | 10'12"      | Federica Cortesi Atletica Valle Brembana                                                                | 10'14"      |
| Staffetta 4×1 giro  | CUS Pro Patria Milano Matilde Bonacina Laura Segor Silvia Gradizzi Nicole Reina               | 28'41"      | Unione Sportiva Quercia Trentingrana Giulia Tonolli Veleria Minati Arianna D'Alberto Linda Palumbo    | 28'44"      | Atletica Stronese - Nuova Nordaffari Costanza Antoniotti Anastasia Zucco Arianna Reniero Ludovica Megna | 29'21"      |

### I 10000 metri piani del 1º maggio a Brescia
| Specialità        | Oro                                        | Prestazione | Argento                               | Prestazione | Bronzo                                              | Prestazione |
| 10 000 m (uomini) | Pietro Riva Gruppo Sportivo Fiamme Oro     | 28'41"57    | Italo Quazzola Atletica Casone Noceto | 28'42"35    | Francesco Guerra Gruppo Podistico Parco Alpi Apuane | 28'45"70    |
| 10 000 m (donne)  | Anna Arnaudo Battaglio CUS Torino Atletica | 32'46"05    | Rebecca Lonedo Atletica Vicentina     | 33'42"77    | Gaia Colli Atletica Valle Brembana                  | 34'16"94    |

### I 10 km su strada del 3 settembre a Castelfranco Veneto
| Specialità     | Oro                                       | Prestazione | Argento                                          | Prestazione | Bronzo                                            | Prestazione |
| 10 km (uomini) | Pietro Riva Gruppo Sportivo Fiamme Oro    | 28'08"      | Yohanes Chiappinelli Centro Sportivo Carabinieri | 28'19"      | Pasquale Selvarolo Gruppo Sportivo Fiamme Azzurre | 28'44"      |
| 10 km (donne)  | Sofiia Yaremchuk Centro Sportivo Esercito | 32'08"      | Rebecca Lonedo Gruppo Sportivo Fiamme Oro        | 32'56"      | Giovanna Selva Sport Project VCO                  | 33'35"      |

### La maratonina del 9 ottobre a Pisa
| Specialità          | Oro                                              | Prestazione | Argento                                    | Prestazione | Bronzo                                 | Prestazione |
| Maratonina (uomini) | Yohanes Chiappinelli Centro Sportivo Carabinieri | 1h00'45"    | Daniele Meucci Centro Sportivo Esercito    | 1h02'15"    | Pasquale Selvarolo Atletica Pro Canosa | 1h02'21"    |
| Maratonina (donne)  | Sofiia Yaremchuk Centro Sportivo Esercito        | 1h08'56"    | Anna Arnaudo Battaglio CUS Torino Atletica | 1h11'39"    | Aurora Bado Free Zone                  | 1h12'03"    |

### La maratona del 13 novembre a Ravenna
| Specialità        | Oro                                                        | Prestazione | Argento                                            | Prestazione | Bronzo                                                   | Prestazione |
| Maratona (uomini) | Alessandro Giacobazzi Centro Sportivo Aeronautica Militare | 2h17'52"    | Alessio Terrasi Gruppo Podistico Parco Alpi Apuane | 2h19'04"    | Manuel Togni Atletica Valle Brembana                     | 2h25'45"    |
| Maratona (donne)  | Giulia Sommi CUS Pro Patria Milano                         | 2h41'19"    | Denise Tappata SEF Stamura Ancona                  | 2h46'07"    | Luz Nadine De La Cruz Aguirre Gruppo Sportivo Il Fiorino | 2h50'41"    |